# Souvenir Henri-Desgrange
Le souvenir Henri-Desgrange est un prix créé en 1947 et décerné sur le Tour de France, une course cycliste française par étape se déroulant chaque mois de juillet depuis 1903.
Le prix rend hommage à Henri Desgrange, créateur et organisateur du Tour entre 1903 et 1939, mort en 1940.

## Description
La récompense est décernée au premier coureur franchissant le col du Galibier (Alpes) d'après une tradition instituée à partir de 1952. Si le col du Galibier n'est pas au programme du Tour de l'année en cours, le Souvenir est décerné au premier coureur passant le plus haut col du circuit.
Le souvenir Henri-Desgrange offre actuellement un prix de 5 000 euros au premier coureur passant en tête du col concerné.

### Cas particuliers

#### Pas de Galibier, et Tourmalet toit du Tour
Si le col du Galibier n'est pas au programme du Tour de l'année en cours, le Souvenir est habituellement décerné au premier coureur passant le plus haut col du circuit. Cependant, s'il s'agit du col du Tourmalet (2 115 m), un autre prix, le Souvenir Jacques-Goddet, y est déjà attribué depuis 2001. Dans ce cas, c'est le deuxième col le plus élevé qui décerne le prix, comme en 2012 par exemple où le souvenir est attribué au col de la Croix-de-Fer (2 067 m).
En 2010 néanmoins, le col du Tourmalet est le théâtre des deux prix puisqu'il est franchi à deux reprises, permettant une attribution du Souvenir Jacques-Goddet la première fois, et du Souvenir Henri-Desgrange la deuxième fois. 

#### Galibier présent, mais pas le toit du Tour
Il existe trois cols franchis par le Tour qui sont plus élevés que le Galibier : le col Agnel (2 744 m), le col de l'Iseran (2 764 m) et la cime de la Bonette (2 802 m). En règle générale, lorsque le Galibier et l'un de ces cols plus élevés sont franchis dans la même édition, le Galibier décerne le Souvenir Henri-Desgrange par tradition. Cela s'est produit en 2007 pour le col de l'Iseran, en 2011 pour le col Agnel, et en 2008 et en 2024 pour la cime de la Bonette.
Il y eut une seule exception à la règle en 2019, quand le col de l'Iseran décernait le prix malgré le franchissement du Galibier dans l'étape de la veille.

## Palmarès
| Année | Nom                     | Pays        | Col                        | Altitude    | Massif      |
| ----- | ----------------------- | ----------- | -------------------------- | ----------- | ----------- |
| 1947  | Édouard Fachleitner     | France      |                            |             |             |
| 1948  | Roger Lambrecht         | Belgique    |                            |             |             |
| 1949  | Paul Giguet             | France      |                            |             |             |
| 1950  | Apo Lazaridès           | France      | Col du Lautaret            | 2 058 m     | Alpes       |
| 1951  | Gino Sciardis           | Italie      | Col du Lautaret            | 2 058 m     | Alpes       |
| 1952  | Fausto Coppi            | Italie      | Col du Galibier            | 2 556 m     | Alpes       |
| 1953  | Claude Colette          | France      |                            |             |             |
| 1954  | Federico Bahamontes     | Espagne     | Col du Galibier            | 2 556 m     | Alpes       |
| 1955  | Charly Gaul             | Luxembourg  | Col du Galibier            | 2 556 m     | Alpes       |
| 1956  | Pierre Pardoën          | France      |                            |             |             |
| 1957  | Marcel Janssens         | Belgique    | Col du Galibier            | 2 556 m     | Alpes       |
| 1958  | Piet van Est            | Pays-Bas    | Col du Lautaret            | 2 058 m     | Alpes       |
| 1959  | Charly Gaul             | Luxembourg  | Col du Galibier            | 2 556 m     | Alpes       |
| 1960  | Jean Graczyk            | France      | Col du Lautaret            | 2 058 m     | Alpes       |
| 1961  | Joseph Planckaert       | Belgique    | Ballon d'Alsace            | 1 247 m     | Vosges      |
| 1962  | Juan Campillo           | Espagne     | Col du Lautaret            | 2 058 m     | Alpes       |
| 1963  | non décerné             | non décerné | non décerné                | non décerné | non décerné |
| 1964  | Federico Bahamontes     | Espagne     | Col du Galibier            | 2 556 m     | Alpes       |
| 1965  | Francisco Gabica        | Espagne     | Col du Lautaret            | 2 058 m     | Alpes       |
| 1966  | Julio Jiménez           | Espagne     | Col du Galibier            | 2 556 m     | Alpes       |
| 1967  | Julio Jiménez           | Espagne     | Col du Galibier            | 2 556 m     | Alpes       |
| 1968  | Barry Hoban             | Royaume-Uni | Col des Aravis             | 1 487 m     | Alpes       |
| 1969  | Eddy Merckx             | Belgique    | Col du Galibier            | 2 556 m     | Alpes       |
| 1970  | Raymond Delisle         | France      | Col d'Aubisque             | 1 709 m     | Pyrénées    |
| 1971  | Wilmo Francioni         | Italie      | Côte de Dourdan            |             |             |
| 1972  | Joop Zoetemelk          | Pays-Bas    | Col du Galibier            | 2 556 m     | Alpes       |
| 1973  | Luis Ocaña              | Espagne     | Col du Galibier            | 2 556 m     | Alpes       |
| 1974  | Vicente López Carril    | Espagne     | Col du Galibier            | 2 556 m     | Alpes       |
| 1975  | Luis Balague            | Espagne     | Col du Télégraphe          | 1 566 m     | Alpes       |
| 1976  | Luciano Conati          | Italie      | Col du Lautaret            | 2 058 m     | Alpes       |
| 1977  | Lucien Van Impe         | Belgique    | Col du Tourmalet           | 2 115 m     | Pyrénées    |
| 1978  | Christian Seznec        | France      | Sainte-Marie-de-Campan     |             | Pyrénées    |
| 1979  | Lucien Van Impe         | Belgique    | Col du Galibier            | 2 642 m     | Alpes       |
| 1980  | Johan De Muynck         | Belgique    | Col du Galibier            | 2 642 m     | Alpes       |
| 1981  | Theo de Rooij           | Pays-Bas    | Col de la Madeleine        | 1 993 m     | Alpes       |
| 1982  | André Chalmel           | France      | Col du Soulor              | 1 474 m     | Pyrénées    |
| 1983  | José Patrocinio Jiménez | Colombie    | Col du Tourmalet           | 2 115 m     | Pyrénées    |
| 1984  | Francisco Rodríguez     | Colombie    | Col du Galibier            | 2 642 m     | Alpes       |
| 1985  | Pello Ruiz              | Espagne     | Col du Tourmalet           | 2 115 m     | Pyrénées    |
| 1986  | Luis Herrera            | Colombie    | Col du Galibier            | 2 642 m     | Alpes       |
| 1987  | Pedro Muñoz             | Espagne     | Col du Galibier            | 2 642 m     | Alpes       |
| 1988  | Laudelino Cubino        | Espagne     | Col du Tourmalet           | 2 115 m     | Pyrénées    |
| 1989  | Gert-Jan Theunisse      | Pays-Bas    | Col du Galibier            | 2 642 m     | Alpes       |
| 1990  | Miguel Ángel Martínez   | Espagne     | Col du Tourmalet           | 2 115 m     | Pyrénées    |
| 1991  | Claudio Chiappucci      | Italie      | Col du Tourmalet           | 2 115 m     | Pyrénées    |
| 1992  | Franco Chioccioli       | Italie      | Col du Galibier            | 2 642 m     | Alpes       |
| 1993  | Tony Rominger           | Suisse      | Col du Galibier            | 2 642 m     | Alpes       |
| 1994  | Richard Virenque        | France      | Col du Tourmalet           | 2 115 m     | Pyrénées    |
| 1995  | Richard Virenque        | France      | Col de la Croix-de-Fer     | 2 068 m     | Alpes       |
| 1996  | Neil Stephens           | Australie   | Col d'Aubisque             | 1 709 m     | Pyrénées    |
| 1997  | Richard Virenque        | France      | Port d'Envalira            | 2 407 m     | Pyrénées    |
| 1998  | Marco Pantani           | Italie      | Col du Galibier            | 2 642 m     | Alpes       |
| 1999  | José Luis Arrieta       | Espagne     | Col du Galibier            | 2 642 m     | Alpes       |
| 2000  | Pascal Hervé            | France      | Col du Galibier            | 2 642 m     | Alpes       |
| 2001  | Laurent Roux            | France      | Col de la Madeleine        | 1 993 m     | Alpes       |
| 2002  | Santiago Botero         | Colombie    | Col du Galibier            | 2 642 m     | Alpes       |
| 2003  | Stefano Garzelli        | Italie      | Col du Galibier            | 2 642 m     | Alpes       |
| 2004  | Gilberto Simoni         | Italie      | Col de la Madeleine        | 1 993 m     | Alpes       |
| 2005  | Alexandre Vinokourov    | Kazakhstan  | Col du Galibier            | 2 642 m     | Alpes       |
| 2006  | Michael Rasmussen       | Danemark    | Col du Galibier            | 2 642 m     | Alpes       |
| 2007  | Mauricio Soler          | Colombie    | Col du Galibier            | 2 642 m     | Alpes       |
| 2008  | Stefan Schumacher       | Allemagne   | Col du Galibier            | 2 642 m     | Alpes       |
| 2009  | Franco Pellizotti       | Italie      | Col du Grand-Saint-Bernard | 2 469 m     | Alpes       |
| 2010  | Andy Schleck            | Luxembourg  | Col du Tourmalet           | 2 115 m     | Pyrénées    |
| 2011  | Andy Schleck            | Luxembourg  | Col du Galibier            | 2 642 m     | Alpes       |
| 2012  | Fredrik Kessiakoff      | Suède       | Col de la Croix-de-Fer     | 2 068 m     | Alpes       |
| 2013  | Nairo Quintana          | Colombie    | Port de Pailhères          | 2 001 m     | Pyrénées    |
| 2014  | Joaquim Rodríguez       | Espagne     | Col d'Izoard               | 2 361 m     | Alpes       |
| 2015  | Simon Geschke           | Allemagne   | Col d'Allos                | 2 247 m     | Alpes       |
| 2016  | Rui Costa               | Portugal    | Port d'Envalira            | 2 408 m     | Pyrénées    |
| 2017  | Primož Roglič           | Slovénie    | Col du Galibier            | 2 642 m     | Alpes       |
| 2018  | Nairo Quintana          | Colombie    | Col de Portet              | 2 215 m     | Pyrénées    |
| 2019  | Egan Bernal             | Colombie    | Col de l'Iseran            | 2 764 m     | Alpes       |
| 2020  | Miguel Ángel López      | Colombie    | Col de la Loze             | 2 304 m     | Alpes       |
| 2021  | Nairo Quintana          | Colombie    | Port d'Envalira            | 2 408 m     | Pyrénées    |
| 2022  | Warren Barguil          | France      | Col du Galibier            | 2 642 m     | Alpes       |
| 2023  | Felix Gall              | Autriche    | Col de la Loze             | 2 304 m     | Alpes       |
| 2024  | Tadej Pogačar           | Slovénie    | Col du Galibier            | 2 642 m     | Alpes       |
| 2025  | Ben O'Connor            | Australie   | Col de la Loze             | 2 304 m     | Alpes       |

## Statistiques

### Victoires par nation
| #  | Pays        | Victoires | Dernière victoire            |
| -- | ----------- | --------- | ---------------------------- |
| 1  | Espagne     | 15        | Joaquim Rodríguez en 2014    |
| 1  | France      | 15        | Warren Barguil en 2022       |
| 3  | Italie      | 10        | Franco Pellizotti en 2009    |
| 3  | Colombie    | 10        | Nairo Quintana en 2021       |
| 5  | Belgique    | 7         | Johan De Muynck en 1980      |
| 6  | Pays-Bas    | 4         | Gert-Jan Theunisse en 1989   |
| 6  | Luxembourg  | 4         | Andy Schleck en 2011         |
| 8  | Allemagne   | 2         | Simon Geschke en 2015        |
| 8  | Slovénie    | 2         | Tadej Pogačar en 2024        |
| 8  | Australie   | 2         | Ben O'Connor en 2025         |
| 11 | Royaume-Uni | 1         | Barry Hoban en 1968          |
| 11 | Suisse      | 1         | Tony Rominger en 1993        |
| 11 | Kazakhstan  | 1         | Alexandre Vinokourov en 2005 |
| 11 | Danemark    | 1         | Michael Rasmussen en 2006    |
| 11 | Suède       | 1         | Fredrik Kessiakoff en 2012   |
| 11 | Portugal    | 1         | Rui Costa en 2016            |
| 11 | Autriche    | 1         | Felix Gall en 2023           |

### Victoires individuelles
| # | Coureurs            | Victoires | Pays       | Première victoire | Dernière victoire |
| - | ------------------- | --------- | ---------- | ----------------- | ----------------- |
| 1 | Richard Virenque    | 3         | France     | 1994              | 1997              |
| 1 | Nairo Quintana      | 3         | Colombie   | 2013              | 2021              |
| 2 | Charly Gaul         | 2         | Luxembourg | 1955              | 1959              |
| 2 | Federico Bahamontes | 2         | Espagne    | 1954              | 1964              |
| 2 | Julio Jiménez       | 2         | Espagne    | 1966              | 1967              |
| 2 | Lucien Van Impe     | 2         | Belgique   | 1977              | 1979              |
| 2 | Andy Schleck        | 2         | Luxembourg | 2010              | 2011              |